# Cortinarius diabolicus
Cortinarius diabolicus (Fr.) Fr. – gatunek grzybów należący do rodziny zasłonakowatych (Cortinariaceae).

## Systematyka i nazewnictwo
Pozycja w klasyfikacji według Index Fungorum: Cortinarius, Cortinariaceae, Agaricales, Agaricomycetidae, Agaricomycetes, Agaricomycotina, Basidiomycota, Fungi.
Po raz pierwszy zdiagnozował go Elias Fries w 1821 r. nadając mu nazwę Agaricus anomalus d diabolicus. Ten sam autor w 1838 r. przeniósł go do rodzaju Cortinarius.
Synonimy:
- Agaricus anomalus d diabolicus Fr. 1821
- Agaricus diabolicus (Fr.) Mussat 1901
- Cortinarius anomalus var. diabolicus (Fr.) Krieglst. 1991
- Cortinarius diabolicus f. subiners Rob. Henry 1983
- Cortinarius peraltus var. subiners (Rob. Henry) Rob. Henry 1992
- Gomphos diabolicus (Fr.) Kuntze 1891

## Występowanie i siedlisko
Znane jest występowanie Cortinatius diabolicus w niektórych krajach Europy oraz na Syberii. W Krytycznej liście wielkoowocnikowych grzybów podstawkowych Polski jest potraktowany jako synonim zasłonaka szarobrązowego (Cortinarius anomalus), ale ze znakiem zapytania. Według Indeks Fungorum jest to jednak odrębny gatunek. Brak jego stanowisk w Polsce może wynikać z nierozróżniania tych gatunków. Rodzaj Cortinarius zawiera bardzo dużo trudnych do odróżnienia gatunków i ich taksonomia wymaga dalszych badań.